# Château du Petit-Arnsberg
Ne doit pas être confondu avec Château du Grand-Arnsberg.
Le château du Petit-Arnsberg se situe dans la commune française d'Obersteinbach, dans le département du Bas-Rhin. Il a fait l’objet d’un classement au titre des monuments historiques par arrêté du 6 décembre 1898.

## Histoire
Le château est un fief de l'abbaye de Wissembourg dans les Vosges du Nord, détenu par la famille de Wasigenstein. Il est mentionné pour la première fois en 1316.
En 1335, une paix y est conclue entre Frédéric de Wasigenstein, célèbre chevalier-brigand, et la ville de Strasbourg. Il n'est pas rendu à la famille Wasigenstein mais occupé par les Ochsenstein à partir de 1360.
En 1400, le château passe aux mains de Frédéric de Than, qui en hypothèque la moitié à Louis de Lichtenberg en 1420. À la mort du dernier des Ochsenstein, les comtes de Deux-Ponts-Bitche qui en sont les héritiers, restaurent le château en 1494. Ses derniers possesseurs furent les Hanau-Lichtenberg entre 1604 et 1606.
Le château a été détruit lors de la guerre de Trente Ans en 1635.

## Édifice
Ce château est un château semi-troglodytique. Son logis suit le tracé rocheux et il est protégé par un puissant mur bouclier.
Une petite porte taillée dans le rocher avec son double encadrement est datée de 1494. Sur le côté est du château, de longues cavités au sol laissent présager qu'il s'agissait de logements de structures en bois qui permettaient de gagner sur le vide en élargissant la partie habitable.

## Accès
Dans le village d'Obersteinbach, le long du terrain de sport, suivre le sentier du Club vosgien avec le rectangle rouge-blanc-rouge.